# Changes (canción de Black Sabbath)
"Changes" es una canción de la banda inglesa Black Sabbath, del álbum de 1972 Black Sabbath Vol. 4. Se trata de una balada, cuya melodía de piano fue compuesta por el guitarrista Tony Iommi, quien se encontraba experimentando con el instrumento en el estudio. Está basada principalmente en la separación del baterista Bill Ward con su primera esposa. La letra fue compuesta por el bajista Geezer Butler.
Se suponía que la canción nunca había sido interpretada en vivo hasta 1995, con Tony Martin como vocalista. Sin embargo, existe una grabación con Ozzy Osbourne en 1973, de un concierto en Nueva Zelanda, donde la canción es tocada en directo.

## Personal
- Ozzy Osbourne: voz
- Tony Iommi: piano
- Geezer Butler: bajo, melotrón

## Versiones
Han hecho versiones de la canción las bandas The Cardigans, Fudge Tunnel y Overkill. y el solista Charles Bradley. En 1993, Ozzy Osbourne la tocó en vivo con el guitarrista Zakk Wylde al piano, y la incluyó en el álbum Live & Loud. El mismo Osbourne, años después, grabó la canción junto a su hija Kelly Osbourne, y la incluyó en el box set Prince of Darkness.